# Gustav Bauer (Architekt)
Gustav Bauer (* 2. März 1876 in Spandau bei Berlin; † nach 1938) war deutscher Architekt jüdischer Herkunft.

## Leben und Werk
Die Berliner Architekten Gustav Bauer und Siegfried Friedländer (1879–1942) errichteten 1928/1929 das Kaufhaus Jonass (heute das Soho House Berlin) an der Ecke Torstraße und Prenzlauer Allee im Bezirk Pankow, Ortsteil Prenzlauer Berg. Nach seiner Ausbildung zum Architekten wohnte Bauer zunächst in der Gneisenaustraße 27, Berlin SW 29; bald darauf jedoch in Berlin-Mitte (C 2), An der Spandauer Brücke 12.
Schließlich zog er in den 1920er Jahren in die Flensburger Straße 16, NW 23 (heute Berlin-Hansaviertel). Im Villenviertel Grunewald konnte er ein Grundstück erwerben und baute sich dort ein modern gestaltetes zweietagiges Wohnhaus, das ab 1930 bezugsfertig war (Trabener Straße 49).
Gustav Bauer soll auch die Baupläne für eine Synagoge im Jüdischen Altersheim in Berlin-Mitte geliefert haben. Das Bauwerk wurde im Zweiten Weltkrieg zerstört.
Sein Haus in der Trabener Straße diente vom März 1933 bis Ende 1934 als Treffpunkt für Mitglieder des Jungbanners unter Alfred Neu (1906–1982), die illegale Flugblätter gegen das NS-Regime verbreiteten. Gustav Bauer wurde 1938 verhaftet und in das KZ Buchenwald gebracht, wo er bei seiner „Aufnahme“ am 14. Juni 1938 die Häftlingsnummer 5296 erhielt und zugleich festgehalten wurde, dass er im Rahmen der Aktion „Arbeitsscheue Reich“ (ASR) verfolgt wurde. Er wurde am 17. August desselben Jahres wieder freigelassen, seine Häftlingsnummer erhielt nur Tage später der kommunistische Häftling Karl Vögtel (Häftlingsnummernkartei Buchenwald, Thüringisches Hauptstaatsarchiv Weimar). Die Nationalsozialisten erklärten im Jahr 1940 seine deutsche Staatsbürgerschaft für ungültig. Sein weiteres Schicksal konnte bisher nicht geklärt werden.
Seinem Geschäftspartner Siegfried Friedländer, ebenfalls jüdischer Herkunft, erging es in der Nazizeit nicht anders. Man holte ihn und seine ganze Familie aus den Wohnhäusern in Berlin-Wilmersdorf und deportierte sie in Konzentrationslager. Friedländer wurde 1942 im Ghetto Riga ermordet. Daran erinnert ein 2010 verlegter Stolperstein.